# 바드기스주

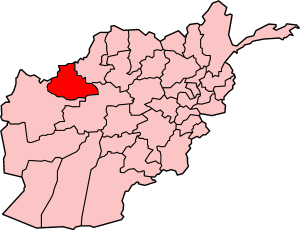
바드기스 주

바드기스주(페르시아어, 다리어: بادغیس) (파슈토어: د بادغيس ولايت)는 아프가니스탄의 한 주이다. 주도는 칼라이나우이다.

## 주요 민족
아이마크족, 투르크멘족, 우즈벡족, 타지크족, 파슈툰족이 산다.

## 지리
서쪽은 헤라트주가, 동쪽은 파르야브주, 남쪽은 구르주와, 북쪽은 투르크메니스탄의 마리 주가 접해 있다.

## 공용어
다리어를 사용한다.

## 하위 행정구역
- 무르가브 구
- 무쿠르 구
- 아브카마리 구
- 자완드 구
- 카디스 구
- 칼라이나우 구

## 같이 보기
- 아프가니스탄의 주